# Järnäsviken
Järnäsviken är en sjö i Torsby kommun i Värmland och ingår i Göta älvs huvudavrinningsområde. Sjön har en area på 0,0901 kvadratkilometer och ligger 87,5 meter över havet.

## Delavrinningsområde
Järnäsviken ingår i det delavrinningsområde (667811-134624) som SMHI kallar för Utloppet av Hänsjön. Medelhöjden är 151 meter över havet och ytan är 27,53 kvadratkilometer. Räknas de 39 avrinningsområdena uppströms in blir den ackumulerade arean 832,6 kvadratkilometer. Norsälven (Ljusnan) som avvattnar avrinningsområdet har biflödesordning 2, vilket innebär att vattnet flödar genom totalt 2 vattendrag innan det når havet efter 361 kilometer. Avrinningsområdet består mestadels av skog (71 procent) och öppen mark (11 procent). Avrinningsområdet har 1,85 kvadratkilometer vattenytor vilket ger det en sjöprocent på 6,7 procent.